# Heimatmuseum im Spitalhof Möhringen

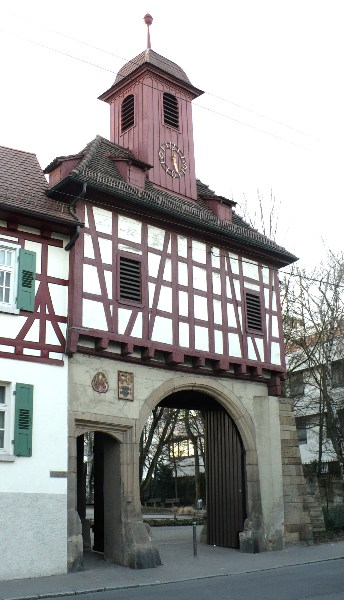
Tor zum Spitalhof

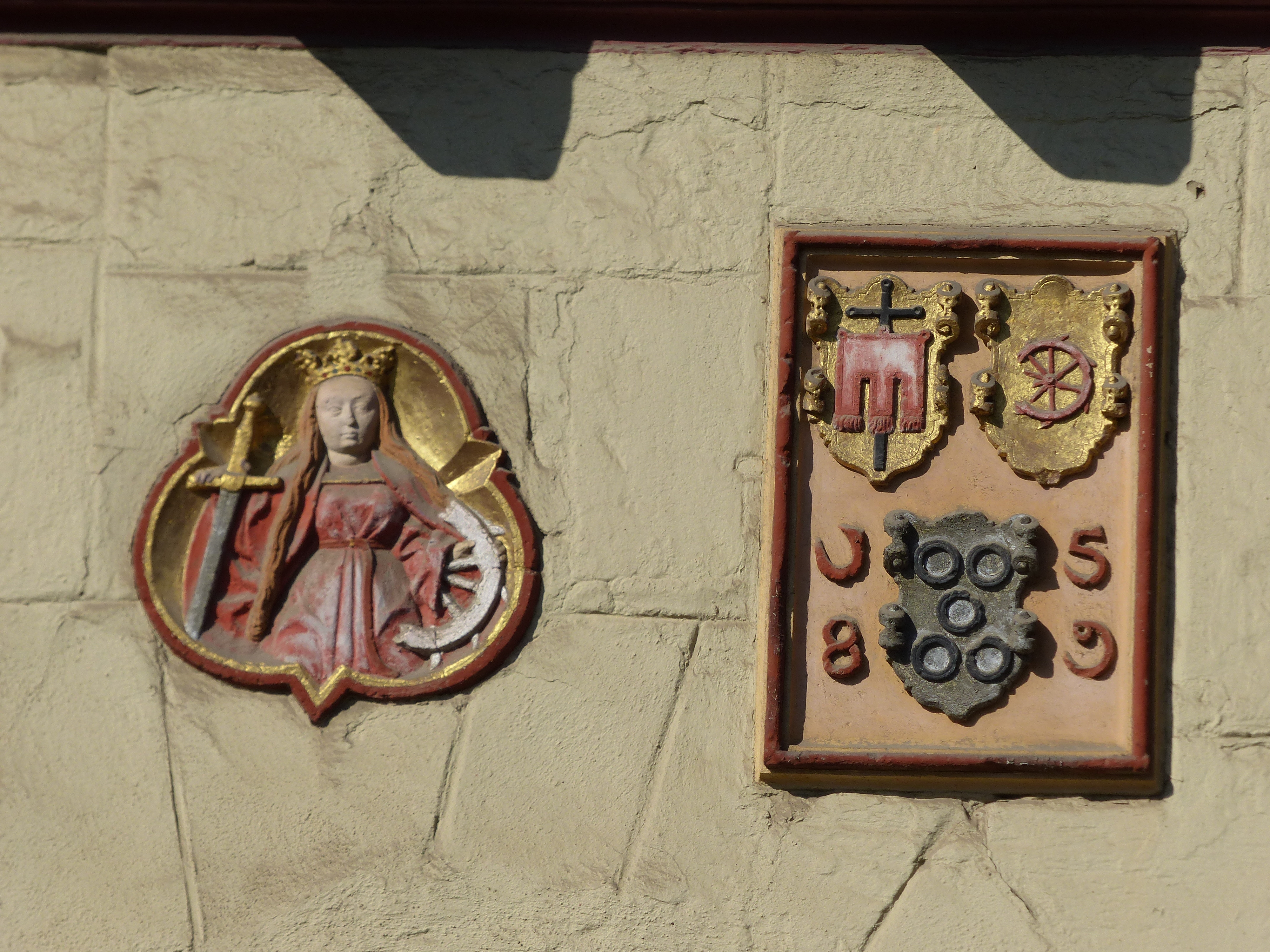
Wappen am Spitalhoftor

Das Heimatmuseum, genannt Heimatmuseum im Spitalhof Möhringen, in Stuttgart-Möhringen wurde 1936 im Hauptgeschoss des 1469 erbauten Spitalhofes des Esslinger Katharinenhospitals eröffnet.
Nachdem das Gebäude 1944 schwer beschädigt worden war, erfolgte 1959 der Abbruch des Hauses. 1962 wurde das Museum in einem Neubau mit der alten Fassade wiedereröffnet. Neben vor- und frühgeschichtlichen Funden beherbergt das Museum vor allem Zeugnisse zur Ortsgeschichte: Ansichten von Möhringen, Dokumente zur Vereinsgeschichte, eine Feuerspritze um 1850, die Bildersammlung Anna Peters (1843–1926) sowie Erinnerungsstücke an Kammersänger August Kies (1874–1935). Außerdem werden Einrichtungsgegenstände, Hausrat, Arbeitsgeräte (Flachsbearbeitung), Textilien und Zeugnisse des Lebenslaufes (Patenbriefe) aus der bäuerlichen Vergangenheit Möhringens gezeigt.
Das Heimatmuseum gehört zur Museumsfamilie des Stadtmuseums Stuttgart und bietet in regelmäßigem Wechsel Sonderausstellungen zu Themen der Ortsgeschichte. Schulklassen und Gruppen von Interessierten steht es nach Absprache jederzeit zur Verfügung. Ehrenamtliche der Initiative Lebensraum Möhringen – Fasanenhof – Sonnenberg ILM e.V. betreiben das Museum. 
Der Eintritt ist frei.

## Gebäude
Das Möhringer Spitaltor wurde 1589 zwischen einer Kelter und einer Scheune auf dem Spitalhof errichtet. 1911 überstand es ein Erdbeben, dem die danebenliegende Scheune zum Opfer fiel. Die Scheune wurde daraufhin durch ein Wohnhaus ersetzt, welches noch heute existiert und gemeinsam mit dem Torhaus unter Denkmalschutz steht.